# 古宇庙水库
古宇庙水库是中国四川省内江市隆昌县古湖街道境内的一座水库，位于沱江小支流隆昌河上。

## 水库情况
古宇庙水库建于1979年。水库正常库容为3966万立方米，集雨面积为14平方千米，海拔为351.67米。该水库由隆昌市古宇庙水库事务所管理，是一座以城市供水为主、兼灌溉和防洪的中型水库。库区水面面积6432亩，最大长度7.5公里，平均库宽1.4公里，最大水深27米，平均水深15米。

## 水库风景区开发建设
依托古宇庙水库，隆昌县政府筹措8000余万元进行了隆昌县古宇庙水库水利风景区项目的开发建设，并于2013年建成。风景区位于隆昌县城西部，景区面积为26平方千米。内有21.5公里的环湖公路，观景台以及其他景区配套设施、注册了 “古宇水库生态鱼”品牌进行农家乐等商业运营。同时依托水库内Ⅲ类标准的优良水质以及在此栖息的成群野鸭、灰鹤等候鸟，吸引游客来此观光旅游。
2013年，隆昌县古宇庙水库水利风景区荣获中华人民共和国水利部颁布的“国家级水利风景区”称号。